# Agaricus rufipes
Agaricus rufipes är en svampart som beskrevs av Massee & W.G. Sm. 1903. Agaricus rufipes ingår i släktet champinjoner och familjen Agaricaceae.   Inga underarter finns listade i Catalogue of Life.